# Sanderlei Parrela
Sanderlei Parrela (Sanderlei Claro Parrela); (* 7. Oktober 1974 in Santos) ist ein ehemaliger brasilianischer Leichtathlet, dessen Spezialdisziplin der 400-Meter-Lauf war.
Parrela nahm an zwei Olympischen Spielen teil. 1996 in Atlanta erreichte er das Viertelfinale, 2000 in Sydney wurde er Vierter in 45,01 Sekunden.
Sein größter Erfolg war der Gewinn der Silbermedaille bei den Weltmeisterschaften 1999 in Sevilla, als er sich nur dem Weltrekord laufenden Michael Johnson geschlagen geben musste und mit 44,29 s den aktuellen Südamerikarekord (Stand: März 2010) aufstellte.
Bei den Panamerikanischen Spielen 1999 in Winnipeg gewann er mit dem aktuellen Südamerikarekord (Stand: März 2010) von 2:58,56 min gemeinsam mit Eronilde de Araújo, Cleverson da Silva und Claudinei da Silva die Silbermedaille hinter dem Team aus Jamaika (2:57,97 min).
Parella gewann fünf Titel bei den Südamerikanischen Meisterschaften über 400 Meter (1995, 1997, 2001) und mit der 4-mal-400-Meter-Staffel (1995, 1997) sowie eine Silbermedaille 2005 als Einzelstarter. Bei den Ibero-Amerikanischen Meisterschaften war er 1996 und 2000 in der Einzeldisziplin siegreich.
Parrela ist 1,94 m groß und wog zu Wettkampfzeiten 77 kg. 2009 beendete er seine Karriere.

## Persönliche Bestleistungen
- 100 m: 10,61 s, 30. April 2000, Knoxville
- 200 m: 20,60 s, 7. Mai 2000, Bogotá
- 400 m: 44,29 s, 26. August 1999, Sevilla
  - Halle: 46,33 s, 8. März 1997, Paris
- 800 m: 1:46,34 min, 23. Mai 1998, São Leopoldo

Parrela ist südamerikanischer Freiluft-Rekordhalter über 400 Meter und 4-mal 400 Meter.